# Juan Carlos González Zamora
Juan Carlos González Zamora (L'Avana, 24 giugno 1968) è uno scacchista messicano di origine cubana.
Ha ottenuto il titolo di Maestro Internazionale nel 2001 e di Grande Maestro nel 2004.

## Principali risultati
Otto volte vincitore del campionato messicano (2004, 2006, 2007, 2011, 2012, 2013, 2014 e 2016).
Con la nazionale messicana ha partecipato a cinque olimpiadi degli scacchi dal 2004 al 2014, ottenendo complessivamente il 50,9% dei punti.
Ha ottenuto il suo massimo rating FIDE in ottobre 2008, con 2568 punti Elo.